# Kleingebiet Kunszentmárton
Das Kleingebiet Kunszentmárton (ungarisch Kunszentmártoni kistérség) war bis Ende 2012 eine ungarische Verwaltungseinheit (LAU 1) im Süden des Komitat Jász-Nagykun-Szolnok in der Nördlichen Großen Tiefebene. Während der Verwaltungsreform 2013 erfuhr das Gebiet keine Veränderungen, alle 11 Ortschaften wurden in den nachfolgenden Kreis Kunszentmárton (ungarisch Kunszentmártoni járás) übernommen.
Ende 2012 lebten auf einer Fläche von 576,49 km² 36.300 Einwohner. Die Bevölkerungsdichte des zweitbevölkerungsärmsten Kleingebiets lag mit 63 Einwohnern/km² knapp unter der des Komitats.
Der Verwaltungssitz befand sich in der Stadt Kunszentmárton (8.793 Ew.), größte Stadt aber war Tiszaföldvár (11.227 Ew.). Die beiden Großgemeinden Cibakháza und Öcsöd hatten über 3.000 Einwohner. Zusammen mit den 7 Gemeinden (ungarisch község) hatten sie eine durchschnittliche Einwohnerzahl von 1.809 (auf je 39,17 km² Fläche). 

## Ortschaften
| Cibakháza | Csépa     | Cserkeszőlő  | Kunszentmárton | Nagyrév   |
| Öcsöd     | Szelevény | Tiszaföldvár | Tiszainoka     | Tiszakürt |
| Tiszasas  |           |              |                |           |